# Episodi di Tutto in famiglia (terza stagione)
Andata in onda:
- Stati Uniti : 2002/2003
- Italia - Italia 1: 15 novembre - 4 dicembre 2006

| nº | Titolo originale                | Titolo italiano                  | Prima TV USA      | Prima TV Italia |
| -- | ------------------------------- | -------------------------------- | ----------------- | --------------- |
| 1  | The Kyles Go to Hawaii (1)      | I Kyle alle Hawaii - 1ª parte    | 25 settembre 2002 | 2006            |
| 2  | The Kyles Go to Hawaii (2)      | I Kyle alle Hawaii - 2ª parte    | 25 settembre 2002 | 2006            |
| 3  | The Kyles Go to Hawaii (3)      | I Kyle alle Hawaii - 3ª parte    | 2 ottobre 2002    | 2006            |
| 4  | Samba Story                     | Samba storia                     | 9 ottobre 2002    | 2006            |
| 5  | Diary of a Mad Teen             | Tecnicamente parlando            | 16 ottobre 2002   | 2006            |
| 6  | Claire's New Boyfriend          | Il nuovo ragazzo di Claire       | 23 ottobre 2002   | 2006            |
| 7  | Crouching Mother, Hidden Father | La recita                        | 30 ottobre 2002   | 2006            |
| 8  | The Fighting Kyles              | La guerra dei Kyle               | 6 novembre 2002   | 2006            |
| 9  | Sister Story                    | La zia Kelly                     | 13 novembre 2002  | 2006            |
| 10 | Jr's Dating Dilemma             | Junior e le donne                | 20 novembre 2002  | 2006            |
| 11 | Jay the Artist                  | Jay l'artista                    | 27 novembre 2002  | 2006            |
| 12 | Chair Man of the Board          | Tommy                            | 4 dicembre 2002   | 2006            |
| 13 | Open Your Heart                 | Un amore perfetto                | 11 dicembre 2002  | 2006            |
| 14 | Michael's Tribe                 | La tribù di Michael              | 18 dicembre 2002  | 2006            |
| 15 | Blackout                        | Blackout                         | 22 gennaio 2003   | 2006            |
| 16 | Man of the Year                 | L'uomo dell'anno                 | 29 gennaio 2003   | 2006            |
| 17 | Jr's Risky Business (1)         | La ragazza di Junior - 1ª parte  | 5 febbraio 2003   | 2006            |
| 18 | Jr's Risky Business (2)         | La ragazza di Junior - 2ª parte  | 12 febbraio 2003  | 2006            |
| 19 | Jury Duty                       | La giuria                        | 26 febbraio 2003  | 2006            |
| 20 | Here Come Da Judge              | Arriva il giudice                | 5 marzo 2003      | 2006            |
| 21 | Claire's Permit                 | Il permesso di guida di Claire   | 26 marzo 2003     | 2006            |
| 22 | Sharon's Picture                | La foto di Sharon                | 9 aprile 2003     | 2006            |
| 23 | Tee for Too Many                | Ad ognuno il suo spazio          | 30 aprile 2003    | 2006            |
| 24 | The Big Bang Theory             | La teoria del Big Bang           | 7 maggio 2003     | 2006            |
| 25 | Not So Hostile Takeover         | La regina della festa            | 14 maggio 2003    | 2006            |
| 26 | Graduation (1)                  | Un college per Junior - 1ª parte | 21 maggio 2003    | 2006            |
| 27 | Graduation (2)                  | Un college per Junior - 2ª parte | 21 maggio 2003    | 2006            |

## I Kyle alle Hawaii (1)
- Titolo originale: The Kyles Go to Hawaii (1)
- Diretto da: Andy Cadiff
- Scritto da: Dean Lorey e James Vallely

### Trama
Michael, Jay e figli stanno per partire per una vacanza alle Hawaii. Tutti sono agitati e ciò causa contrattempi e ritardi di ogni genere.
- Altri interpreti: Nicole Scherzinger (Veronica Jones), Tyson Beckford (Hunter), Reesey (Leilani), Lise Simms (Assistente di volo di prima classe), Esmond Chung (Presentatore del Luau), Lan Deal (Bella ragazza), Mataele Katinia (Addetta all'accoglienza con ghirlande), Kehaulani Lee (Receptionist), Guy Rodrigues (Fattorino), Valen Ahlo (Cameriere del Luau), Paul Edney (Ospite del Luau), Elena Jovis (Modella), Derek Powell (Novello sposo)

## I Kyle alle Hawaii (2)
- Titolo originale: The Kyles Go to Hawaii (2)
- Diretto da: Andy Cadiff
- Scritto da: Dean Lorey e James Vallely

### Trama
Alle Hawaii, Jay vorrebbe fare una vacanza culturale, gli altri invece vorrebbero rilassarsi. Claire si presenta in spiaggia con un normale bikini, ma il padre le ordina di comprarsi qualsiasi cosa che la copra e di mettere tutto in conto alla loro camera. Claire lo prende alla lettera e si dà alle spese folli. Ma non tutto va storto. Junior, ad esempio, s'innamora di una grassa e gentile ragazza di nome Leilani e perde la verginità con lei.
- Altri interpreti: Nicole Scherzinger (Veronica Jones), Tyson Beckford (Hunter), Dom Irrera (Uomo sulla spiaggia), Reesey (Leilani), Lise Simms (Assistente di volo di prima classe), Rodney Villanueva (Barista), Kehaulani Lee (Bella ragazza sulla spiaggia), Liliana Mumy (Rachel Stone), Derek Powell (Novello sposo)

## I Kyle alle Hawaii (3)
- Titolo originale: The Kyles Go to Hawaii (3)
- Diretto da: Andy Cadiff
- Scritto da: Dean Lorey e James Vallely

### Trama
La vacanza è finita, ma i problemi no: Jay si è confusa sull'orario del volo, Junior vuole rimanere con la sua ragazza e Claire ha speso un patrimonio per acquistare ogni tipo di articoli al negozio dell'hotel. Come se non bastasse, Kady ha perso la sua adorata bambola, la piccola Pippi.
- Altri interpreti: Liliana Mumy (Rachel Stone), Dom Irrera (Uomo nella hall), Reesey (Leilani), Kehaulani Lee (Receptionist), Don Pomes (Uomo anziano), Joji Yoshida (Bodysurfer), Derek Powell (Novello sposo)

## Samba story
- Titolo originale: Samba Story
- Diretto da: Andy Cadiff
- Scritto da: Kim Wayans

### Trama
Janet, annoiata perché insieme a Michael fa sempre le stesse cose, decide di seguire un corso di samba per coppie. Ma la gelosia non li aiuterà durante le lezioni. Claire entra nella squadra delle cheerleader, ma è chiaro a tutti, tranne a lei, che abbia ottenuto il posto solo perché è carina, infatti è imbranatissima. Quando Michael glielo fa notare, lei si dimostra indifferente, l'unica cosa che le importa è essere guardata dai ragazzi insieme alle sue belle compagne.
- Altri interpreti: Joseph Vassallo (Marcello Roccocco), Sofía Vergara (Selma), Rheagan Wallace (Kathy), Porscha Coleman (Shaneka), Ally Maki (Sasha), Brooke Anne Smith (Jessica), Jordi Caballero (Joe)

## Tecnicamente parlando
- Titolo originale: Diary of a Mad Teen
- Diretto da: Andy Cadiff
- Scritto da: Craig Wayans

### Trama
Michael si fa accompagnare dall'oculista da Junior in macchina, ma quando esce, pur non potendo vedere per qualche ora, scopre che Junior se n'è andato. Una volta tornato a casa, Michael rimprovera il figlio per la sua irresponsabilità e giura che se gli mancherà di rispetto per altre due volte, lo caccerà di casa. Junior non gli crede e si gioca così il secondo richiamo. Janet trova il diario di Claire e lo legge, scoprendo il suo forte interesse per Tony e per qualcos'altro…
- Altri interpreti: Gedde Watanabe (Dr. Phil Ling), Chelsea Handler (Infermiera Amy)

## Il nuovo ragazzo di Claire
- Titolo originale: Claire's New Boyfriend
- Diretto da: Andy Cadiff
- Scritto da: Damien Dante Wayans

### Trama
Michael cambia idea su Tony e dice alla figlia che è un ragazzo in gamba. Per questo Claire lo lascia e si mette con un tipo poco affidabile. Michael fa di tutto per far sì che Claire e Tony tornino assieme. Intanto, Junior fa il ritratto di sua madre, ma a Janet non piace, così alla fine ne fa uno di Halle Berry e Janet lo apprezza come se fosse il suo.
- Altri interpreti: Andrew McFarlane (Tony Jeffers), Donnell Barrett (Jason)

## La recita
- Titolo originale: Crouching Mother, Hidden Father
- Diretto da: Andy Cadiff
- Scritto da: Rodney Barnes

### Trama
Janet si offre di fare la regista della recita di Kady, ma i bambini hanno paura di lei a causa del suo comportamento troppo duro e dopo essersi presa un brutto raffreddore, viene sostituita da Michael, il quale mette in scena Romeo & Giulietta aggiungendo anche altri personaggi che piacciono ai bambini, come i ninja, gli squali, gli orchi ecc. Nonostante l'imbarazzo di Janet, lo spettacolo ottiene un ottimo successo.
- Altri interpreti: Serena Williams (Signorina Wiggins), Philip Bolden (Devon), Liliana Mumy (Rachel), Jessica Sara (Melissa), Logan Arens (Chris), Elliott Cho (Bambino che interpreta un mimo), Toran Hylton (Bambino che interpreta Romeo), Drake Johnston (Franky), Damani Roberts (Skye), Bobb'e J. Thompson (Bambino che interpreta lo squalo), Christian Torchon (Timmy), Beanie Feldstein (Beanie)

## La guerra dei Kyle
- Titolo originale: The Fighting Kyles
- Diretto da: Andy Cadiff
- Scritto da: Buddy Johnson

### Trama
Junior, Claire e Kady litigano in continuazione. Michael e Janet fingono di litigare per dimostrare loro quanto è sbagliato. Inoltre li riducono a loro servitori.

## La zia Kelly
- Titolo originale: Sister Story
- Diretto da: Andy Cadiff
- Scritto da: Kim Wayans

### Trama
Arriva la zia Kelly, sorella di Michael, che fa le feste a tutti i componenti della casa tranne che a Janet. Quest'ultima infatti non le sta per niente simpatica e l'accusa spesso di aver rubato il fratello alla sua amica Sharon, la prima fidanzata di Michael. Su consiglio di Junior, Michael parla con le due donne e le convince a sforzarsi ad andare d'accordo per amor suo.
- Altri interpreti: Vivica A. Fox (Kelly Kyle)

## Junior e le donne
- Titolo originale: Jr's Dating Dilemma
- Diretto da: Andy Cadiff
- Scritto da: Rodney Barnes

### Trama
Michael insegna a Junior come trattare le donne, ma il ragazzo finirà per spezzare il cuore ad un'amica di Claire. A causa di un sogno bollente tra Michael e Janet Jackson, Janet è molto arrabbiata con il marito, ma lui le fa capire che lei è l'unica Janet che ama e le regala pure due biglietti per il concerto della popstar, ma lei ci va con Kady.
- Altri interpreti: Claudette Ortiz (Amber), Lena Cardwell (Valerie), Ron Sierra (Ty Jackson), Shillae Anderson (Ragazza), Howard Alonzo (Narratore in TV)

## Jay l'artista
- Titolo originale: Jay the Artist
- Diretto da: Andy Cadiff
- Scritto da: Dean Lorey

### Trama
È la settimana dell'arte e a casa Kyle tutti danno il loro contributo. Jay riscopre la sua passione per la pittura, Claire per la moda, Kady "suona" il pianoforte con il suo amichetto Franklin, Junior scrive poesie. Michael? Avrà un bel po' di sorprese.
- Altri interpreti: Steve Harvey (Steve), Chene Lawson (Monica), Gillian White (Theresa), Noah Gray-Cabey (Franklin Aloysius Mumford), Edith Fields (Donna), Ernesto Trinidad (Proprietario della galleria)

## Tommy
- Titolo originale: Chair Man of the Board
- Diretto da: Andy Cadiff
- Scritto da: Janis Hirsch

### Trama
Dopo molti anni, torna a casa Kyle il miglior amico di Michael, Tommy. Quest'ultimo è rimasto invalido dopo un incidente e Michael non riesce ad accettarlo, ma alla fine riuscirà a farlo per rispetto nei confronti del suo amico. Kady ruba uno smalto per le unghie in un centro commerciale e fa ricadere la colpa su Claire, ma quest'ultima la convincerà a dire la verità ai loro genitori, i quali daranno a Claire la possibilità di scegliere la punizione giusta per la sua sorellina, ovvero non essere più trattata come una bambina piccola bisognosa di aiuto per ogni cosa.
- Altri interpreti: Mos Def (Tommy)

## Un amore perfetto
- Titolo originale: Open Your Heart
- Diretto da: Damien Dante Wayans
- Scritto da: Kim Wayans

### Trama
Michael e Janet, dopo aver frequentato un seminario, scoprono che la loro relazione non è così solida come sembra. Ci penseranno i loro tre figli a fargli capire che non è così.
- Altri interpreti: Terry Rhoads (Dr. Mason), Damon Wayans Jr. (John), Michael Wayans (Mike), T.J. Thyne (Direttore), Kathy Gieb (Donna bassa), Tamara Lynch (Donna), Joe Gieb (Uomo basso), Richard Lyons (Uomo), Cece Bell (Donna)

## La tribù di Michael
- Titolo originale: Michael's Tribe
- Diretto da: Damien Dante Wayans
- Scritto da: James Vallely

### Trama
Michael insegna a Kady e alle sue amichette Charlotte e Rachel la storia dei Nativi Americani e anche grazie al loro aiuto, sorprende Claire che cerca di scappare con Tony.
- Altri interpreti: Andrew McFarlane (Tony Jeffers), Liliana Mumy (Rachel), Gabby Soleil (Charlotte)

## Blackout
- Titolo originale: Blackout
- Diretto da: Andy Cadiff
- Scritto da: Buddy Johnson

### Trama
Un blackout improvviso sorprende la famiglia Kyle che approfitta del buio per trascorrere un po' di tempo riunita. Junior è ossessionato dal suo hobby di fare il nudista in camera sua, Claire si sta occupando di una bambola computerizzata per un compito scolastico e Kady, che sta cominciando a diventare una vera rompiscatole, è spaventata dai Gremlins dopo aver visto il film con i genitori.

## L'uomo dell'anno
- Titolo originale: Man of the Year
- Diretto da: Andy Cadiff
- Scritto da: Kim Wayans

### Trama
Non avendo vinto il premio come Piccolo Imprenditore dell'Anno, Michael pensa di non essere più un uomo perfetto, ma Janet e i suoi figli gli fanno capire che per loro continua a rimanere sempre il numero uno.
- Altri interpreti: Miguel A. Núñez Jr. (Max), DeRay Davis (R.J.), Todd Lynn (Todd), Bob Glouberman (Fotografo), Brian Holtzman (Brian), J. Michael Oliva (Michael Keller)

## La ragazza di Junior - 1ª parte
- Titolo originale: Jr's Risky Business (1)
- Diretto da: Damien Dante Wayans
- Scritto da: Rodney Barnes

### Trama
Junior ha trovato una ragazza: Vanessa. La presenta ai propri genitori, ma Janet pensa che Vanessa non sia una ragazza seria. Una sera, dopo che Michael e Janet sono usciti per andare all'Opera, Junior e Vanessa organizzano una serata romantica, ma vengono scoperti dai genitori di Junior, rientrati prima del previsto, nel proprio letto.
- Altri interpreti: Meagan Good (Vanessa Scott), Noah Gray-Cabey (Franklin Aloysius Mumford), Amanda Tosch (Donna)

## La ragazza di Junior - 2ª parte
- Titolo originale: Jr's Risky Business (2)
- Diretto da: Damien Dante Wayans
- Scritto da: Rodney Barnes

### Trama
Michael e Janet sono infuriati con Junior per averlo trovato a letto con la sua ragazza Vanessa. Michael decide addirittura di cacciare di casa il figlio, ma grazie all'intervento di Janet, Junior può almeno dormire in una tenda in giardino. In seguito Vanessa parla con Janet, dimostrandole di essere sinceramente innamorata di Junior, e la donna riesce a convincere Michael a perdonare il figlio, permettendogli di dormire almeno nel garage, mentre la sua camera verrà trasformata in una specie di sala giochi, soprannominata "Il mondo di Michael".
- Altri interpreti: Meagan Good (Vanessa Scott), Noah Gray-Cabey (Franklin Aloysius Mumford)

## La giuria
- Titolo originale: Jury Duty
- Diretto da: Andy Cadiff
- Scritto da: Dean Lorey

### Trama
Michael viene eletto come presidente della giuria in un processo e Janet come semplice membro. Lei è l'unica donna e quindi viene sempre messa alla berlina dal presidente e dagli altri membri che giudicano colpevole l'imputato; ovviamente lei è in disaccordo e viene presa in giro da tutti fino a quando Michael non sembra essere "minacciato" da un "probabile amico" dell'imputato in un negozio di videocassette, invece era un semplice assicuratore dall'accento "siciliano" che cercava di vendere un'assicurazione sulla vita facendo credere "forzatamente" a Michael di reputare innocente l'imputato.
- Altri interpreti: DeRay Davis (R.J.), Todd Lynn (Todd), Steve Schirripa (Assicuratore), Brent Sexton (Membro della giuria), Thom Gossom Jr. (Giudice Garamedian), Brian Holtzman (Brian), Noah Gray-Cabey (Franklin Aloysius Mumford), Clint Culp (Commesso), Maggie Rowe (Procuratore), Johnny C. Pruitt (Ufficiale giudiziario Garner) Stuart Nixon (Uomo)

## Arriva il giudice
- Titolo originale: Here Come Da Judge
- Diretto da: Andy Cadiff
- Scritto da: William Jay Bennett e Kevin Carraway

### Trama
Junior e Claire trovano un portafoglio con dentro tanto denaro e litigano per tenerselo. Per decidere chi lo dovrà prendere, Michael fa da giudice, Janet da avvocato a Claire e Franklin e Kady a Junior.
- Altri interpreti: Meagan Good (Vanessa Scott), Andrew McFarlane (Tony Jeffers), Noah Gray-Cabey (Franklin Aloysius Mumford)

## Il permesso di guida di Claire
- Titolo originale: Claire's Permit
- Diretto da: Andy Cadiff
- Scritto da: Bill Vallely

### Trama
Claire può finalmente guidare, ma Michael pensa che non sia ancora in grado perché è troppo distratta.
- Altri interpreti: Noah Gray-Cabey (Franklin Aloysius Mumford), Clint Culp (Agente)

## La foto di Sharon
- Titolo originale: Sharon's Picture
- Diretto da: Ron Moseley
- Scritto da: Kim Wayans

### Trama
Jay trova la foto della ex di Michael in mezzo a un vecchio libro e s'arrabbia. Arriverà ad andare dallo psicologo perché si sente ferita. Intanto Franklin porta a casa Kyle la sorellina Aretha, che fa una gara di canto con Kady. Aretha sembra la più brava, ma Franklin non è dello stesso parere.
- Altri interpreti: DeRay Davis (R.J.), Todd Lynn (Todd), Terry Rhoads (Dr. Mason), Noah Gray-Cabey (Franklin Aloysius Mumford), Brian Holtzman (Brian), Jamia Simone Nash (Aretha)

## Ad ognuno il suo spazio
- Titolo originale: Tee for Too Many
- Diretto da: Peter Filsinger
- Scritto da: Alyson Fouse

### Trama
Janet vuole stare sempre con Michael. All'inizio è poco petulante ma poi arriva ad essere troppo "appiccicosa" fino a quando Michael non fa di tutto per farla sentire a disagio come lui lo è stato quando lei lo seguiva da tutte le parti (golf compreso) facendo sempre una sola cosa: parlare ad alta voce disturbando qualsiasi attività di lui. Junior si fa aiutare da Franklin per scrivere un tema nella speranza di essere ammesso al college. Nonostante alcuni piccoli errori, Junior riesce a commuovere Kady e Franklin con parole profonde.
- Altri interpreti: Miguel A. Núñez Jr. (Max), Noah Gray-Cabey (Franklin Aloysius Mumford), Tamara Lynch (Insegnante di yoga)

## La teoria del Big Bang
- Titolo originale: The Big Bang Theory
- Diretto da: Andy Cadiff
- Scritto da: Craig Wayans e Damon Wayans Jr.

### Trama
Claire e Tony vogliono copulare, Jay e Michael non approvano e fanno di tutto per far sì che cambino idea. Intanto, Junior si approfitta di Kady per poter giocare con le sue bambole, ma Franklin l'aiuterà a vendicarsi con uno stratagemma.
- Altri interpreti: Andrew McFarlane (Tony Jeffers), Noah Gray-Cabey (Franklin Aloysius Mumford), Maggie Rowe (Voce dell'insegnante di yoga)

## La regina della festa
- Titolo originale: Not So Hostile Takeover
- Diretto da: Guy Distad
- Scritto da: Valencia Parker

### Trama
Claire è stata invitata al ballo scolastico dal ragazzo più carino della scuola. Partecipano anche Michael e Janet per controllarli. Ma Janet, che non ha partecipato al suo ballo scolastico, prende troppo seriamente quest'idea e si trucca e si veste in modo elegante esattamente come Claire fino ad essere eletta insieme a Michael coppia reale del ballo. Claire si arrabbia molto, ma Michael la convincerà a perdonare sua madre. Junior continua a chiedere soldi a Michael per poter riparare la sua macchina, ma lui, aiutato anche dai suoi dipendenti, gli fa capire che deve cavarsela da solo.
- Altri interpreti: DeRay Davis (R.J.), Todd Lynn (Todd), Roshawn Franklin (Donovan Macontyre), Jessica Szohr (Presentatrice)

## Un college per Junior - 1ª parte
- Titolo originale: Graduation (1)
- Diretto da: Eric Laneuville
- Scritto da: Don Reo

### Trama
Junior rivela ai suoi genitori la sua decisione di andare al college per stare con Vanessa. Pur non essendo molto convinti, Michael e Janet cercano di aiutarlo. Claire e Kady sperano di ottenere più attenzioni dai loro genitori dopo la partenza di Junior, ma poi si rendono conto che sentiranno tanto la sua mancanza.
- Altri interpreti: Meagan Good (Vanessa Scott), David Anthony Higgins (Alexander Burns), Noah Gray-Cabey (Franklin Aloysius Mumford), Louis Price (Preside)

## Un college per Junior - 2ª parte
- Titolo originale: Graduation (2)
- Diretto da: Eric Laneuville
- Scritto da: Don Reo

### Trama
A Junior viene proposto di fare un viaggio di studio in Giappone, ma Michael e Jay rimangono scioccati dalla decisione del figlio di non fare il viaggio perché Vanessa ha scoperto di essere incinta.
- Altri interpreti: Meagan Good (Vanessa Scott), Noah Gray-Cabey (Franklin Aloysius Mumford), Louis Price (Preside)